# Маратека
Маратека (порт. Marateca)  —  район (фрегезия) в Португалии,  входит в округ Сетубал. Является составной частью муниципалитета  Палмела. Находится в составе крупной городской агломерации Большой Лиссабон. По старому административному делению входил в провинцию Эштремадура. Входит в экономико-статистический  субрегион Полуостров Сетубал, который входит в Лиссабонский регион. Население составляет 3586 человек на 2001 год. Занимает площадь 103,37 км².
Покровителем района считается Апостол Пётр (порт. S. Pedro). 